# Glan Martins
Liston Colaco (Goa, 1º luglio 1994) è un calciatore indiano, centrocampista del Mohun Bagan Super Giants.

## Carriera

### Club
Ha giocato nella prima divisione indiana.

### Nazionale
Nel 2021 ha esordito nella nazionale indiana.

## Statistiche

### Cronologia presenze e reti in nazionale
| Cronologia completa delle presenze e delle reti in nazionale ― India | Cronologia completa delle presenze e delle reti in nazionale ― India | Cronologia completa delle presenze e delle reti in nazionale ― India | Cronologia completa delle presenze e delle reti in nazionale ― India | Cronologia completa delle presenze e delle reti in nazionale ― India | Cronologia completa delle presenze e delle reti in nazionale ― India | Cronologia completa delle presenze e delle reti in nazionale ― India | Cronologia completa delle presenze e delle reti in nazionale ― India |
| Data                                                                 | Città                                                                | In casa                                                              | Risultato                                                            | Ospiti                                                               | Competizione                                                         | Reti                                                                 | Note                                                                 |
| -------------------------------------------------------------------- | -------------------------------------------------------------------- | -------------------------------------------------------------------- | -------------------------------------------------------------------- | -------------------------------------------------------------------- | -------------------------------------------------------------------- | -------------------------------------------------------------------- | -------------------------------------------------------------------- |
| 3-6-2021                                                             | Doha                                                                 | India                                                                | 0 – 1                                                                | Qatar                                                                | Qual. Mondiali 2022                                                  | -                                                                    | 68’                                                                  |
| 7-6-2021                                                             | Doha                                                                 | Bangladesh                                                           | 0 – 2                                                                | India                                                                | Qual. Mondiali 2022                                                  | -                                                                    |                                                                      |
| 15-6-2021                                                            | Doha                                                                 | India                                                                | 1 – 1                                                                | Afghanistan                                                          | Qual. Mondiali 2022                                                  | -                                                                    |                                                                      |
| 2-9-2021                                                             | Katmandu                                                             | Nepal                                                                | 1 – 1                                                                | India                                                                | Amichevole                                                           | -                                                                    | 46’                                                                  |
| 5-9-2021                                                             | Katmandu                                                             | Nepal                                                                | 1 – 2                                                                | India                                                                | Amichevole                                                           | -                                                                    | 78’                                                                  |
| 4-10-2021                                                            | Malé                                                                 | Bangladesh                                                           | 1 – 1                                                                | India                                                                | SAFF Championship 2021 - 1º turno                                    | -                                                                    | 90+3’                                                                |
| 7-10-2021                                                            | Malé                                                                 | India                                                                | 0 – 0                                                                | Sri Lanka                                                            | SAFF Championship 2021 - 1º turno                                    | -                                                                    |                                                                      |
| 13-10-2021                                                           | Malé                                                                 | India                                                                | 3 – 1                                                                | Maldive                                                              | SAFF Championship 2021 - 1º turno                                    | -                                                                    | 78’                                                                  |
| 16-10-2021                                                           | Malé                                                                 | India                                                                | 3 – 0                                                                | Nepal                                                                | SAFF Championship 2021 - Finale                                      | -                                                                    | 76’                                                                  |
| 28-5-2022                                                            | Doha                                                                 | India                                                                | 0 – 2                                                                | Giordania                                                            | Amichevole                                                           | -                                                                    | 74’                                                                  |
| 8-6-2022                                                             | Calcutta                                                             | India                                                                | 2 – 0                                                                | Cambogia                                                             | Qual. Coppa d'Asia 2023                                              | -                                                                    | 68’                                                                  |
| 11-6-2022                                                            | Calcutta                                                             | Afghanistan                                                          | 1 – 2                                                                | India                                                                | Qual. Coppa d'Asia 2023                                              | -                                                                    | 68’                                                                  |
| 14-6-2022                                                            | Calcutta                                                             | India                                                                | 4 – 0                                                                | Hong Kong                                                            | Qual. Coppa d'Asia 2023                                              | -                                                                    | 46’                                                                  |
| Totale                                                               |                                                                      | Presenze                                                             | 13                                                                   |                                                                      | Reti                                                                 | 0                                                                    |                                                                      |

## Palmarès

### Club

#### Competizioni nazionali
- Durand Cup: 2

Goa: 2021
Mohun Bagan SG: 2023
- Indian Super League: 2

ATK Mohun Bagan: 2022-2023
Mohun Bagan SG: 2024-2025
- ISL Shield: 2

Mohun Bagan SG: 2023-2024, 2024-2025

### Nazionale
- SAFF Championship: 1

2021